# Xã Broughton, Quận Livingston, Illinois
Xã Broughton (tiếng Anh: Broughton Township) là một xã thuộc quận Livingston, tiểu bang Illinois, Hoa Kỳ. Năm 2010, dân số của xã này là 313 người.